# Projecció cònica
La projecció cònica és, en geometria euclidiana, un sistema de representació gràfic on un feix de rectes projectants que conflueixen en un punt -l'ull de l'observador- projecten el cos com una imatge sobre el pla auxiliar que intercepta aquestes rectes.
Aquest sistema de representació reprodueix fidelment en un pla les imatges de l'espai, amb un resultat molt similar a com ho percebem realment, resolen la representació tridimensional dels objectes i aconseguint la sensació de profunditat.
És el sistema emprat en la perspectiva cònica.

## Elements de la projecció cònica
- Pla auxiliar: pla on es projecten les imatges, com un paper, un llenç o una pantalla.
- Ull de l'observador: lloc des del qual s'observa el pla auxiliar, també anomenat centre de projecció.
- Punt de fuga: punt del pla auxiliar en el qual concorren totes les projeccions de les rectes paral·leles.

## Construcció d'una projecció cònica

Punts de fuga en un pla mitjançant la perspectiva cònica respecte l'ull de l'observador I.

La construcció dels punts de fuga i provar la seva adequada situació al pla de projecció es diferencien nominalment segons la geometria amb la qual es plantegi ja sigui la geometria clàssica com la geometria projectiva.

### Geometria euclidiana
Premisses generals:
- De les rectes paral·leles entre si i al pla auxiliar {\displaystyle \pi } es diu que les seves projeccions sobre el pla tenen un punt de fuga en l'infinit i que per tant aquestes projeccions són paral·leles.

- Si les rectes paral·leles entre si no són paral·leles al pla auxiliar, llavors es genera un punt de fuga, {\displaystyle P}, en el qual aparentment concorren totes les projeccions d'aquestes rectes.

Tot ull d'observador, {\displaystyle I}, projecta un punt, {\displaystyle O}, amb la perpendicular al pla auxiliar {\displaystyle \pi }.
Exemple
Un cub o qualsevol ortoedre té rectes paral·leles en 3 direccions diferents, per tant té 3 punts de fuga {\displaystyle P_{1},P_{2}\;i\;P_{3}}.
- Quan {\displaystyle O} coincideix amb {\displaystyle P} es genera la perspectiva amb un únic punt de fuga, ja que els altres dos estan en l'infinit (fora del camp visual de l'observador).

- Quan {\displaystyle O} està situat a la recta que determinen dos punts de fuga llavors el tercer està en l'infinit.

- En el cas en què els tres punts de fuga no estiguin en l'infinit, llavors {\displaystyle O} és l'ortocentre del triangle descrit pels tres punts de fuga.

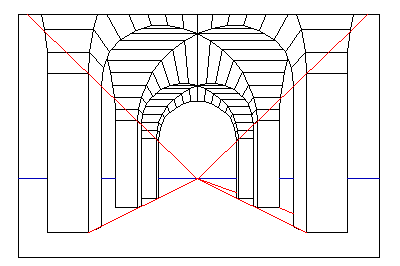
Perspectiva amb un únic punt de fuga.
Perspectiva amb dos punts de fuga.
Perspectiva amb tres punts de fuga.

Per construir altres angles necessaris per proporcionar un cub, com el de 45°:
- Partint d'un punt de fuga {\displaystyle P} es treballa sobre el pla {\displaystyle POI} abatut directament sobre el pla {\displaystyle \pi } només quan l'altre punt de fuga pertany a la recta {\displaystyle PO} (aquests dos plans són perpendiculars).

- Partint de dos punts de fuga {\displaystyle P_{1}\;i\;P_{2}} a l'atzar el pla a abatre és el {\displaystyle P_{1}P_{2}I} i, per tant, requereix tècniques de dièdric.

Exemple